# Zoran Mikulić
Zoran Mikulić, född den 24 oktober 1965 i Travnik, SFR Jugoslavien (nuvarande Bosnien och Hercegovina), är en kroatisk tidigare handbollsspelare (högernia). Han var med och tog OS-guld 1996 i Atlanta.

## Klubbar som spelare
- RK Borac Travnik (1982–1986)
- RK Metaloplastika (1986–1990)
- SD Caja (1990–1994)
- SD Octavio (1994–1995)
- BM Granollers (1995–1996)
- TuS Nettelstedt (1996–2001)
- HSG Bärnbach/Köflach (2001–2004)
- RK Zadar (2004–2005)